# Конструкторское бюро приборостроения
АО «Конструкторское бюро приборостроения» (КБП) — российское проектно-конструкторское бюро, одно из крупнейших предприятий оборонной промышленности, расположено в городе Тула. КБП занимается разработкой высокоточного управляемого оружия для сухопутных войск, ВМФ и ВКС, систем противовоздушной обороны, скорострельных пушек и боевого стрелкового оружия, а также продукцией гражданского назначения. Полное наименование — Акционерное общество «Конструкторское бюро приборостроения им. академика А. Г. Шипунова». Входит в состав холдинговой компании НПО «Высокоточные комплексы» Госкорпорации «Ростех».
Предприятие носит имя академика Аркадия Георгиевича Шипунова, возглавлявшего КБП с 1962 по 2006 год.

## История
Конструкторское бюро было создано 1 октября 1927 года как организация при Тульском оружейном заводе, занимающаяся проектированием и разработкой стрелкового оружия. Первым крупным успехом организации стало принятие на вооружение Красной Армией пистолета ТТ (Тульский, Токарев) в феврале 1931 года.
В 1936 году бюро получило новое наименование — ЦКБ-14. Во время Великой Отечественной войны большим успехом пользовались авиационные пулемёты ШВАК, ШКАС, УБ, а также авиационные пушки ВЯ и Б-20. Оружием разработки тульских конструкторов было оснащено свыше 80 % самолётов в составе отечественных ВВС.

### Послевоенные годы
В послевоенные годы восстановление деятельности предприятия происходило под руководством инженера-оружейника Игоря Дмитриева. В сороковые и пятидесятые годы в ЦКБ-14  были разработаны 9-мм пистолет ПМ (пистолет Макарова), 9-мм автоматический пистолет АПС (пистолет Стечкина), 23-мм авиационная пушка АМ-23, 23-мм зенитный автомат 2А7 для ЗСУ «Шилка», 23-мм зенитная установка ЗУ-23 с зенитным автоматом 2А14.
В шестидесятые на предприятии началась разработка управляемого ракетного вооружения, в том числе, и высокоточного. Работы проходили под руководством Аркадия Шипунова, занимавшего должность генерального конструктора Конструкторского бюро с 1962 по 2006 год. В 1966 году ЦКБ-14 было переименовано  в Конструкторское бюро приборостроения (КБП). В то время были созданы противотанковый ракетный комплекс «Корнет-Э», комплекс управляемого артиллерийского вооружения «Краснополь М-2», зенитные ракетно-пушечные комплексы «Тунгуска» и «Панцирь-С1», а также зенитный ракетно-артиллерийский комплекс «Кортик (Каштан)».
За работы по созданию военной техники КБП было награждено орденом Ленина (1944), орденом Трудового Красного Знамени (1979) и орденом Октябрьской революции (1985). Работники предприятия были удостоены 8 Ленинских премий и 78 Государственных премий СССР и России.

### Постсоветские годы
Резкое сокращение гособоронзаказа и финансирования военных НИОКР после 1991 г. сильно ударило по КБП. К 1994 году задолженность государства перед бюро достигала 20 млрд руб. В этих условиях выживание бюро было возможно только за счёт экспорта.
В 1996 году КБП распоряжением правительства РФ было предоставлено право самостоятельного военно-технического сотрудничества с зарубежными странами, а в 2000 году распоряжением президента РФ это право было подтверждено и расширено.
1 октября 2012 года Конструкторскому бюро приборостроения исполнилось 85 лет. За это время на вооружение советской и российской армии были приняты более 160 разработок предприятия. В разработки КБП были интегрированы свыше 6500 изобретений.

## Высокоточное оружие
Разработка высокоточного оружия — приоритетное направление деятельности Конструкторского бюро приборостроения сегодня. Предприятие разрабатывает системы высокоточного оружия классов «земля-земля», «земля-воздух», «воздух-земля». Кроме того, КБП конструирует современное стрелково-пушечное и гранатомётное оружие. Для оснащения правоохранительных структур производится специализированное вооружение, включающее автоматические, ручные и подствольные гранатомёты, снайперские винтовки, автоматы, пистолеты-пулемёты, пистолеты и револьверы.

## Структура
С 2009 года АО «Конструкторское бюро приборостроения» входит в состав АО «НПО „Высокоточные комплексы“» (ГК «Ростехнологии»). КБП имеет ряд филиалов:
- Центральное конструкторское исследовательское бюро спортивно-охотничьего оружия;
- московский филиал КБП;
- научно-производственный центр биотехнологии «Фитогенетика».

## Продукция
Конструкторское бюро приборостроения конструирует управляемое оружие для сухопутных войск, авиации и ПВО. КБП занимается разработкой вооружения по следующим направлениям:
- противотанковые ракетные комплексы и штурмовое вооружение: ПТРК «Корнет», «Квартет» и «Метис», комплекс автоматизированного управления противотанковыми подразделениями «Командирша-Э», реактивный пехотный огнемёт «Шмель»,  реактивный пехотный огнемёт повышенной дальности и мощности «Шмель-М», струйный пехотный огнемёт «Варна»;
- комплексы вооружения легкобронированной техники и танков: комплексы вооружения с системой управления огнём Б05Я01 "Бережок", «Бахча-У», «Редут», комплекс активной защиты танка «Дрозд»;
- межвидовой ракетный комплекс «Гермес-А»;
- комплексы ПВО «Панцирь-С1», «Каштан-М», «Тунгуска-М1»;
- артиллерийские комплексы управляемого вооружения «Краснополь», «Китолов», «Грань»;
- стрелково-пушечное вооружение и боеприпасы к нему: пистолеты, пистолеты-пулемёты, снайперское оружие, гранатомёты, авиационные пушки;
- продукция гражданского назначения: охотничьи и спортивные ружья, оружие самообороны МЦ255-12, медицинские лазеры «Ланцет» и «Ланцет-2».

## Санкции
В июле 2014 года предприятие было включено в экспортный санкционный список США. В феврале 2020 года предприятие включено в блокирующий санкционный список США  в соответствии с законом о нераспространении оружия массового поражения.
18 декабря 2023 года, из-за вторжения России на Украину, бюро включено в санкционный список стран Евросоюза так как вооружение разработанное предприятием используется российской армией в войне против Украины.